# Sochy (województwo lubelskie)
Sochy – wieś w Polsce położona w województwie lubelskim, w powiecie zamojskim, w gminie Zwierzyniec.
| SIMC    | Nazwa | Rodzaj    |
| ------- | ----- | --------- |
| 0907119 | Dół   | część wsi |
| 0907125 | Góra  | część wsi |

W latach 1975–1998 miejscowość położona była w województwie zamojskim.
Wieś jest sołectwem w gminie Zwierzyniec. Według Narodowego Spisu Powszechnego z roku 2011 wieś liczyła 376 mieszkańców.
W Sochach znajduje się rzymskokatolicki kościół filialny pod wezwaniem Miłosierdzia Bożego, należący do parafii Matki Bożej Królowej Polski w Zwierzyńcu.

## Historia
Wieś została założona przed 1826 rokiem, a jej nazwa nawiązuje do sochy – drewnianego narzędzia z rozdwojonym rylcem. Podobny kształt i nazwę ma też słup stanowiący część żurawia. Socha to też dawna nazwa powierzchni.
Na początku XX wieku wieś i okolicę nawiedziła epidemia tyfusu. Z tego okresu zachowała się na górze figura ufundowana (zgodnie z umieszczonym na niej napisem) w 1905 roku przez Józefa Ferenca. Jest to jedyna z trzech wystawionych wtedy figur.

### II wojna światowa
Podczas niemieckiej okupacji, w trakcie operacji wysiedleńczej na Zamojszczyźnie, Sochy zostały spacyfikowane przez niemiecką ekspedycję karną. Miało to miejsce 1 czerwca 1943 roku. Z rąk funkcjonariuszy Schutzpolizei i SS zginęło wtedy co najmniej 181 mieszkańców, w tym wiele kobiet i dzieci. Wieś została niemal doszczętnie spalona. Podczas pacyfikacji Niemcy wykorzystali wsparcie lotnictwa.
Dramatowi Soch i mieszkańców w czasie masakry hitlerowskiej poświęcony jest tomik wierszy pod tytułem Wypalona dolina poetki Teresy Ferenc. Była ona świadkiem zagłady wsi – w trakcie pacyfikacji zamordowani zostali jej rodzice i krewni. O tragedii traktuje także książka Mała zagłada autorstwa Anny Janko, córki Teresy Ferenc.
W Sochach kręcone były zdjęcia do filmu dokumentalnego Mała Zagłada (2018) w reżyserii Natalii Korynckiej-Gruz, opartego na książce o tym samym tytule.
O Sochach opowiada książka Władysława Sitkowskiego pod tytułem Sochy dawniej i dziś.

## Turystyka
Wokół wsi znajduje się wiele tras pieszych i rowerowych umożliwiających poznanie uroków Roztocza, którego wzgórza i pagórki, w tym i w Sochach, porównywane są w przewodnikach turystycznych do wzgórz w Toskanii. Prowadzi tutaj  czerwony szlak turystyczny krawędziowy na odcinku Zwierzyniec – Florianka oraz ścieżka dydaktyczna przez rezerwat i wzniesienie Bukowa Góra. We wsi znajduje się też kaplica pw. Miłosierdzia Bożego.

## Galeria

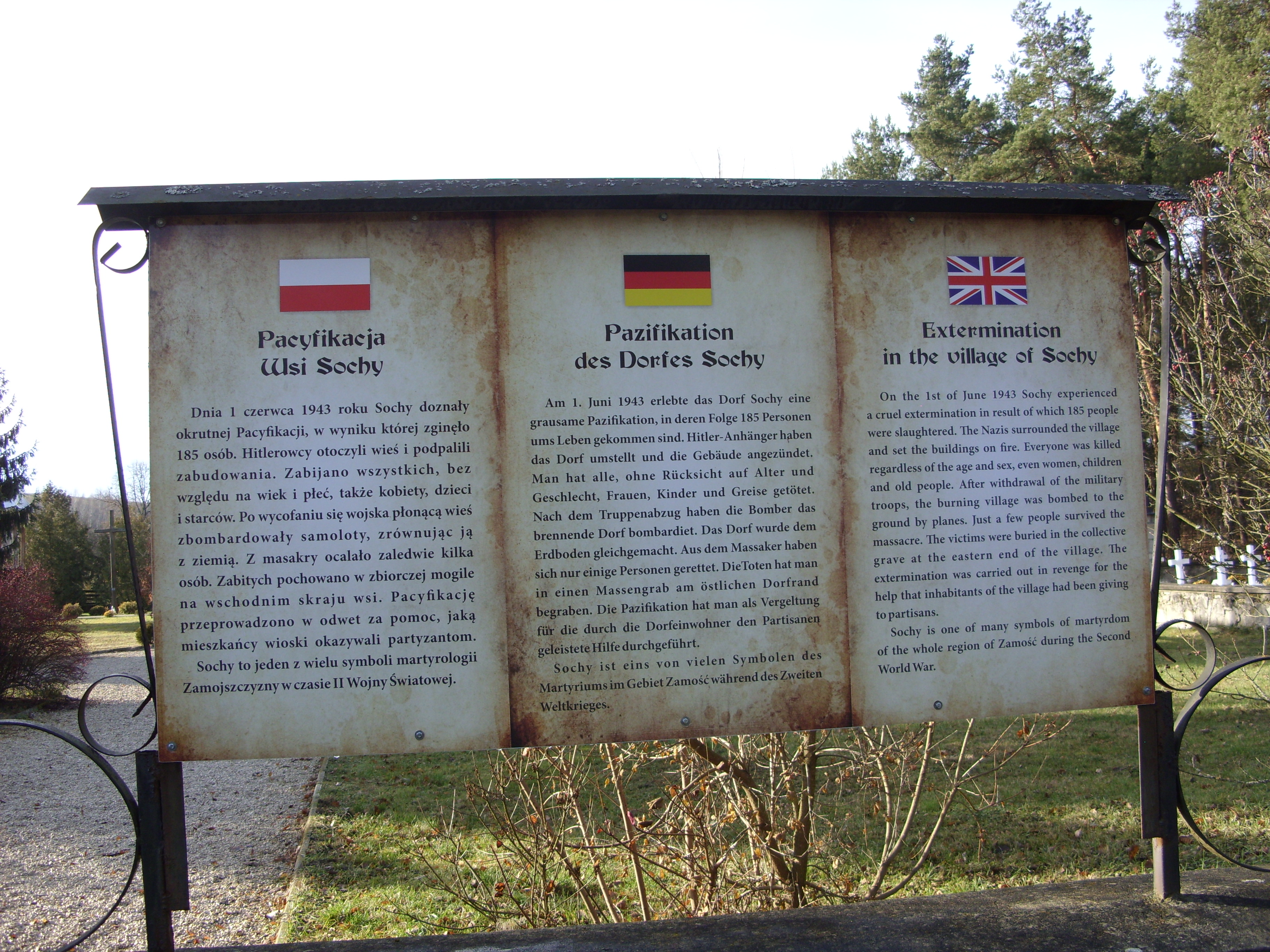
Tablica informująca o pacyfikacji
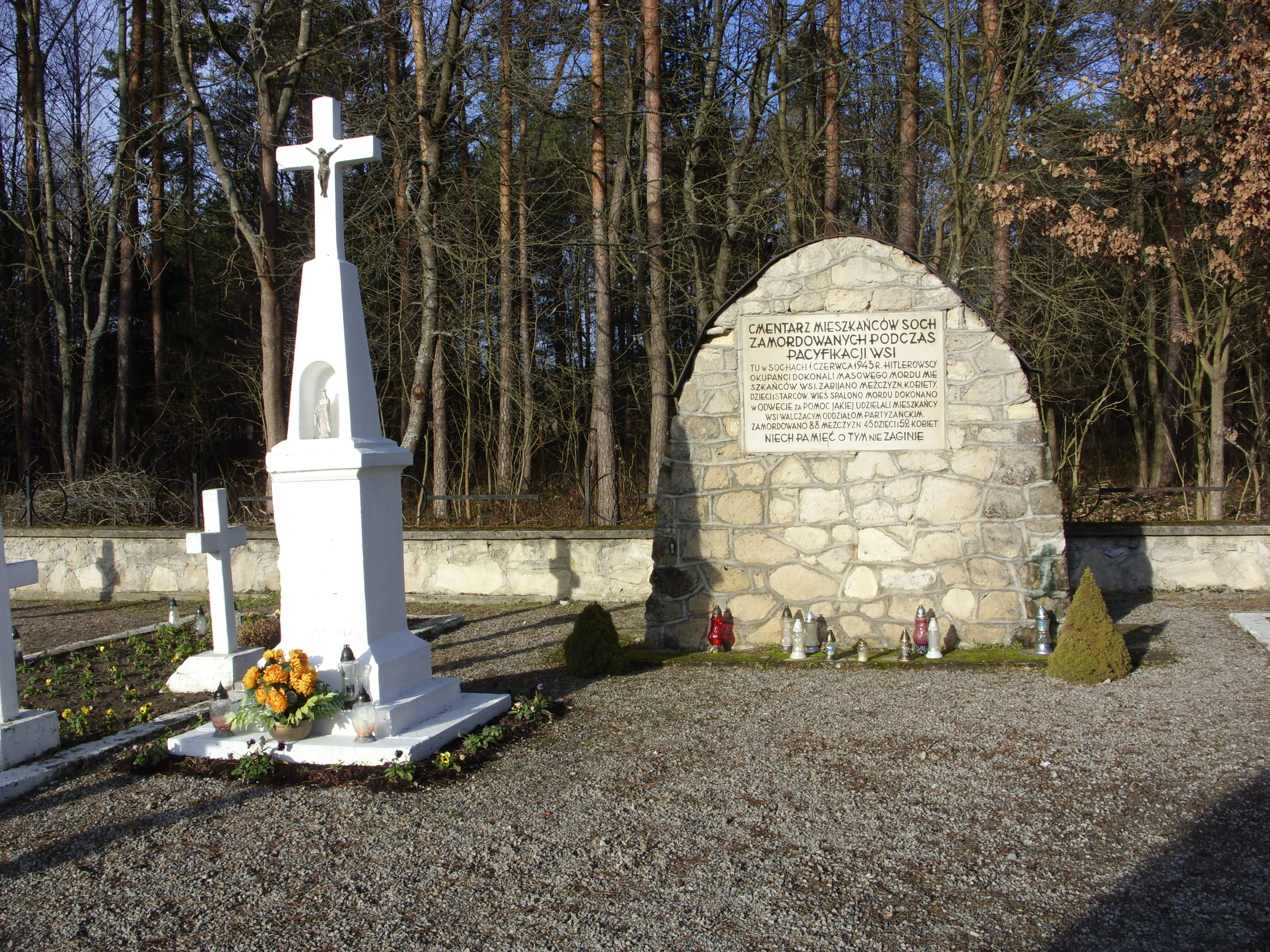
Pomnik ku czci ofiar pacyfikacji
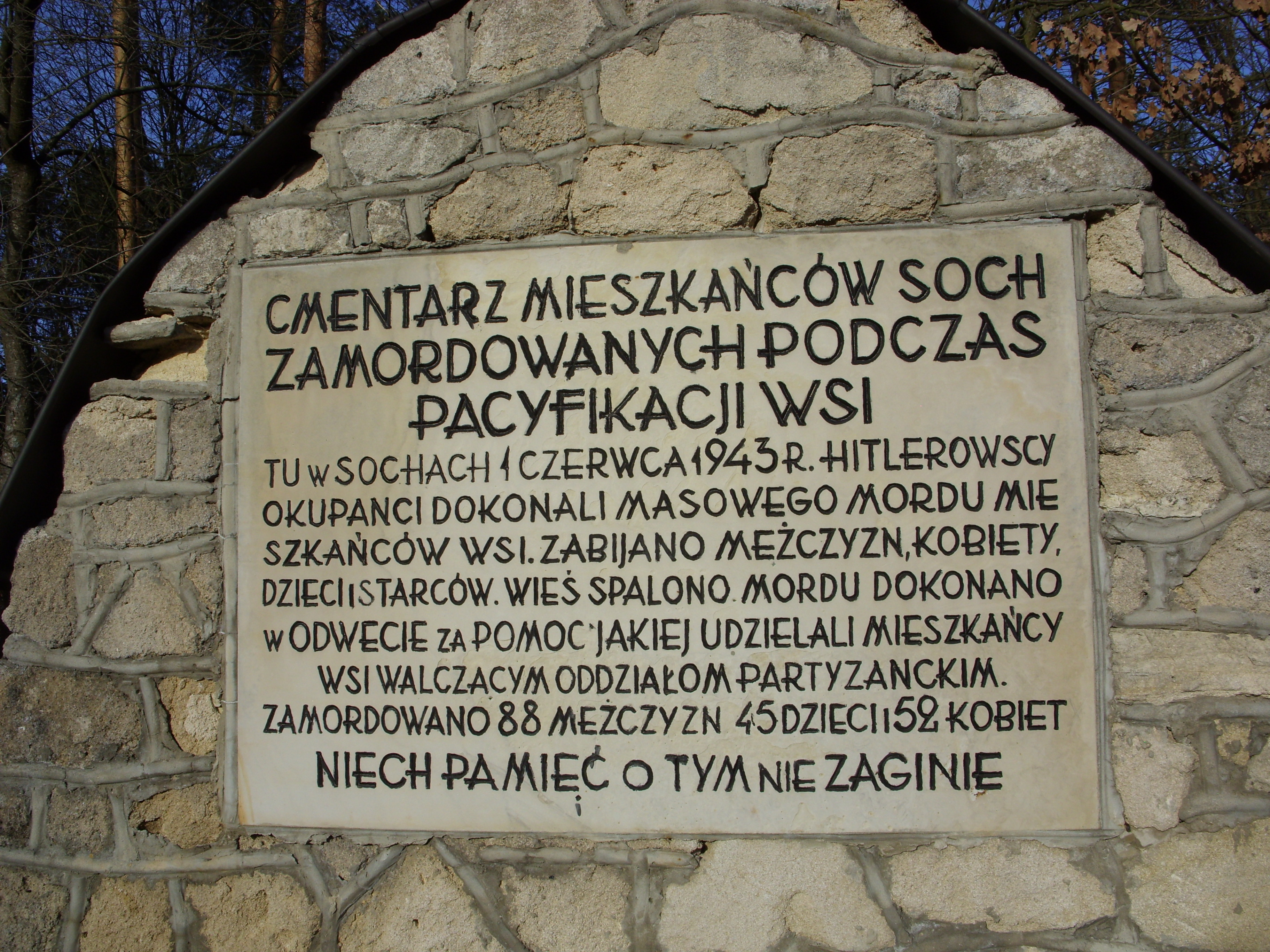
Tablica pamięci
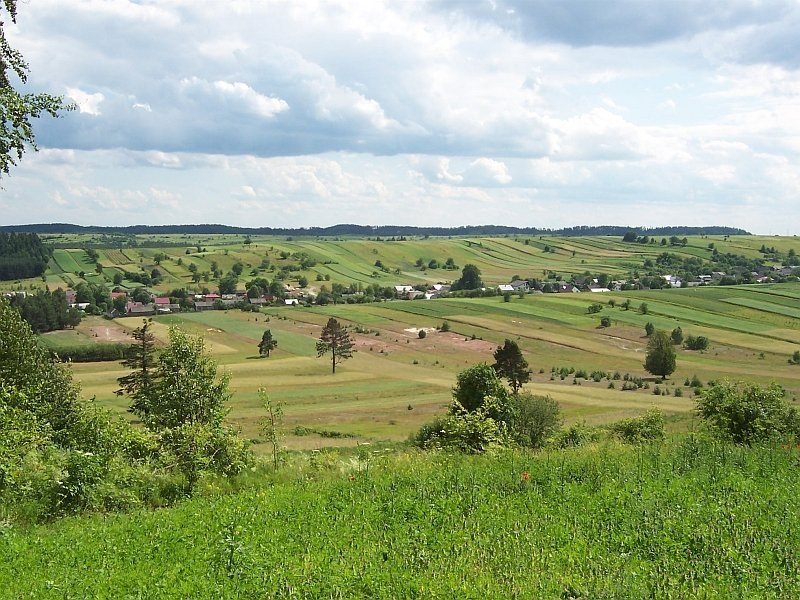
Sochy, widok z Bukowej Góry
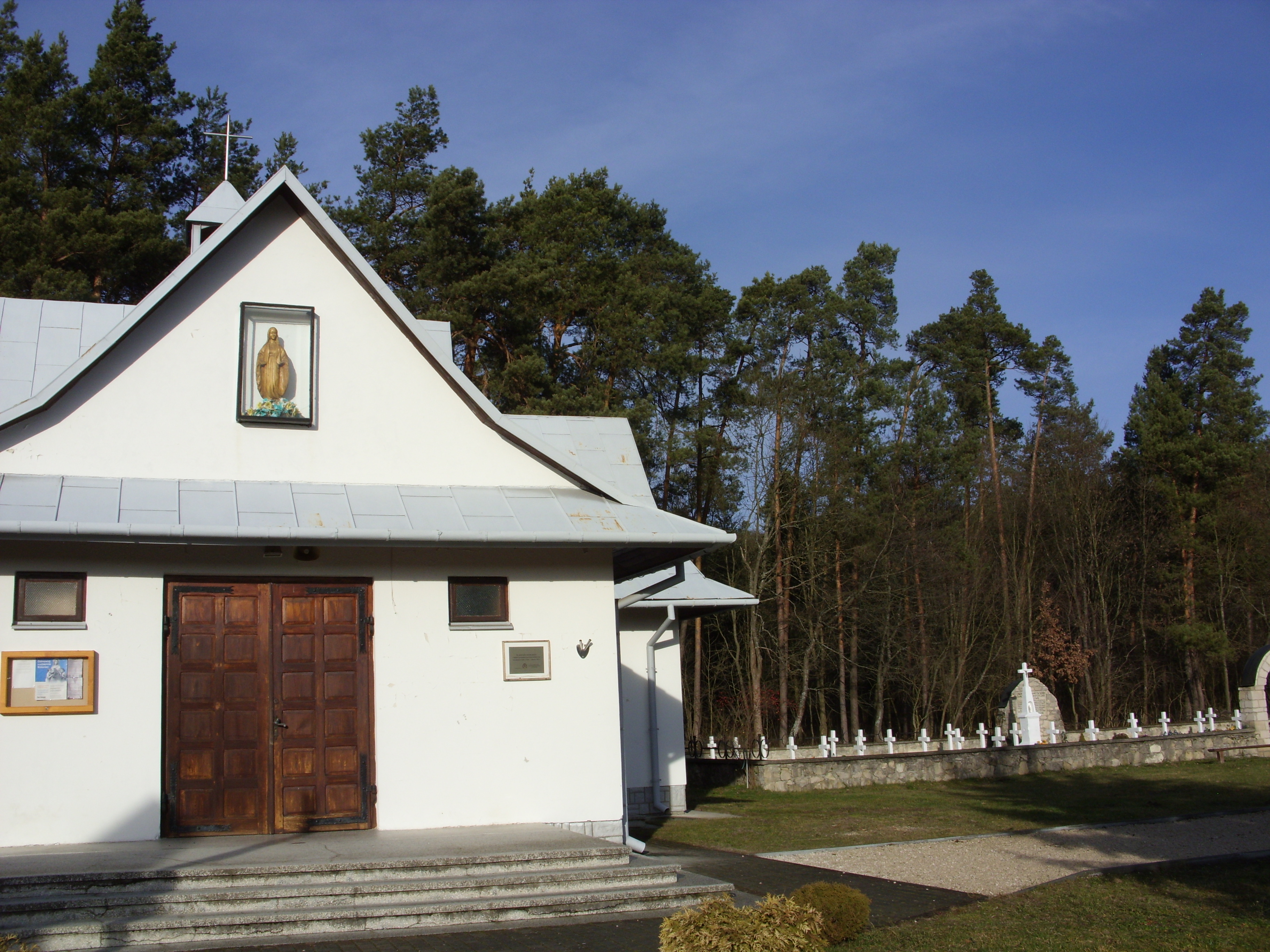
Kościół pw. Miłosierdzia Bożego
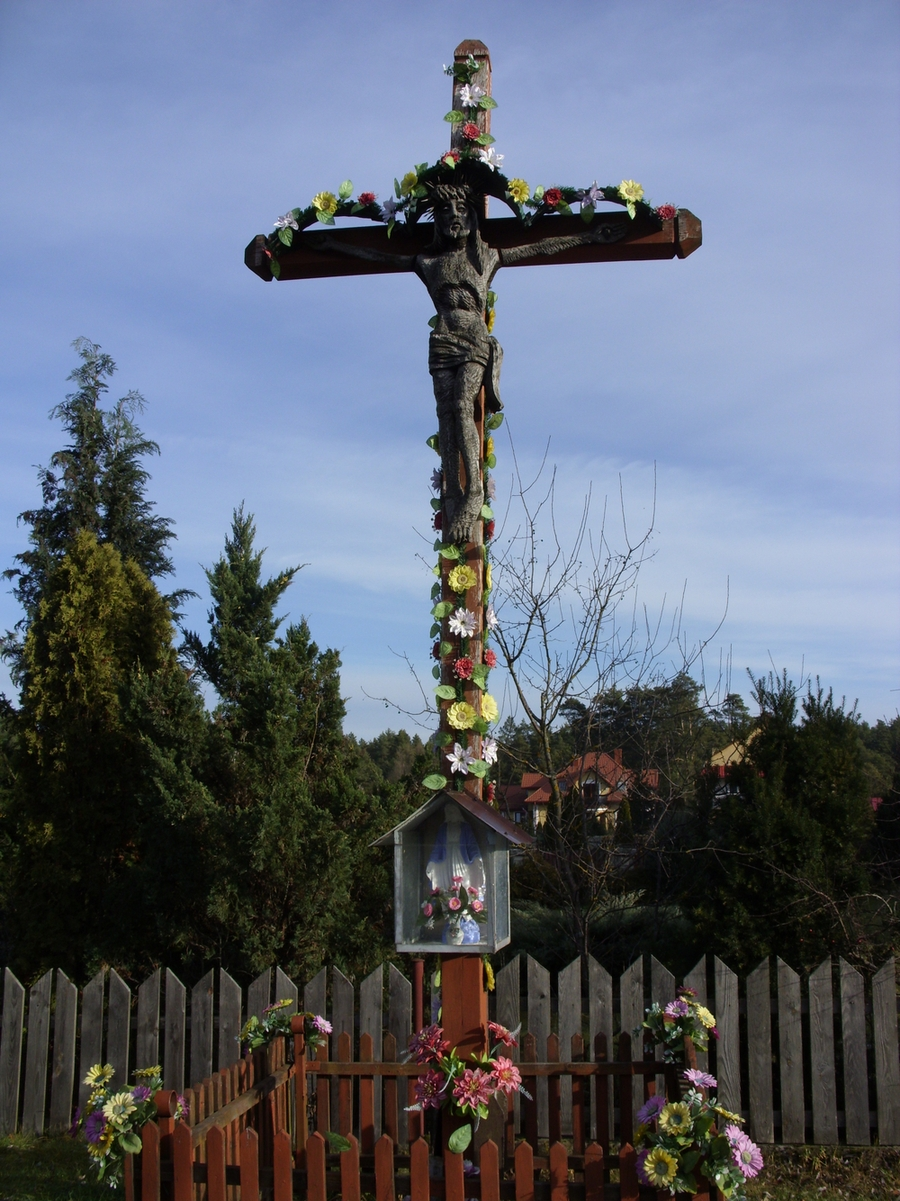
Przydrożny krzyż